# Vladimír Oravský
Vladimír Oravský (švédsky Vladimir Oravsky, také Vladimir Aurum Oravsky, * 22. ledna 1947 Rožňava) je švédský spisovatel, dramatik, filmový a divadelní režisér slovenského původu.
Divadelní hra AAAHR!!!, kterou Oravský napsal spolu s Kurtem Peterem Larsenem, byla v roce 2006 oceněna International Playwrights’ Forum na světovém kongresu v Manile cenou The International Theatre Institute a International Association of Theatre for Children and Young People jako nejlepší hra pro děti.
Oravského hra Deník Zlaty Ibrahimičové (Zlata Ibrahimovics dagbok), kterou napsal spolu s Danielem Malménem, byla mezi vítězi soutěže organizované Dramaten Elverket, švédským královským dramatickým divadlem.
Oravský napsal přes 40 knih a přibližně stejný počet divadelních her a filmových scénářů.
Ve filmu Mladá léta Erika Nietzscheho (Erik Nietzsche – de unge år, scénář Lars von Trier, režie Jacob Thuesen), hraje David Dencik rebela Želka, jenž zde představuje Vladimíra Oravského.